# 菱カドミウム鉱
菱カドミウム鉱（りょうカドミウムこう、Otavite）は、鉱物(炭酸塩鉱物)の一種。別称オタバイト、オタビ石。

## 化学的性質
組成は炭酸カドミウムであり、化学式はCdCO3。方解石のカドミウム置換体であり、したがって方解石と性質はよく似ている。
結晶系は三方晶系であり、色は白色。比重は5.03。劈開は三方向に完全であり、平行六面体の結晶となる。
紫外線の照射で赤色に蛍光する。短波紫外線、長波紫外線どちらにも蛍光する。

## 産出
1906年にナミビアのツメブ鉱山で発見された。青鉛鉱など、ほかの重金属鉱物を伴って産出する。名前はツメブ鉱山が含まれるオタビの地名にちなむ。
日本では、2009年に宮城県の大吹山で発見された。褐鉄鉱の空隙に、異極鉱の結晶に伴って産する。白色の球状集合体で，直径0.3mm程度。
カドミウムは、特定の鉱物を作るほど多くない元素であり、硫カドミウム鉱、方硫カドミウム鉱以外は存在が極めて少ない。菱カドミウム鉱も極めて珍しい。